# Molophilus infantulus
Molophilus infantulus är en tvåvingeart som beskrevs av Edwards 1923. Molophilus infantulus ingår i släktet Molophilus och familjen småharkrankar. Inga underarter finns listade i Catalogue of Life.